# Delirium tremens
Das Delirium tremens (von lateinisch delirium ‚Irresein‘ oder de lira ire ‚aus der Spur geraten‘, ‚Delir‘ und tremere ‚zittern‘) stellt eine ernste und potenziell lebensbedrohende Komplikation bei einer länger bestehenden Alkoholkrankheit dar. Als Alkoholdelir tritt es zumeist im Rahmen des Alkoholentzuges auf, kann aber auch durch einen Alkoholrausch ausgelöst werden. Auch bei anderen Suchterkrankungen kann ein Delirium tremens im Entzug oder als unmittelbare Nebenwirkung auftreten, doch wird der Ausdruck in der Regel nur für das Vollbild des Alkoholentzuges verwendet.
Ein Delirium ist ein organisches Psychosyndrom, das charakterisiert wird durch gleichzeitig auftretende Störungen des Bewusstseins und der Aufmerksamkeit, der Wahrnehmung, des Denkens, des Gedächtnisses, der Psychomotorik, der Emotionalität und des Schlaf-Wach-Rhythmus. Die Dauer ist unterschiedlich, und der Schweregrad reicht von leicht bis potenziell tödlich.

## Epidemiologie
Die Lebenszeitprävalenz eines Alkoholentzugsdelir liegt bei 5 % (3 bis 15 %) aller alkoholabhängigen Personen. Das Risiko eines erneuten Auftretens bei 12 bis 23 %.

## Verlauf
Spontanverlauf: Die Letalität (Sterblichkeitsrate) des behandelten Deliriums liegt bei 1–4 %, wobei ältere und wiederholt delirante Patienten vor allem aufgrund ihrer Multimorbidität eine schlechtere Prognose haben. Für die restlichen Fälle gilt, dass nach drei bis acht Tagen (max. 20 Tagen) eine Erholung eintritt. Angst, Schlafstörungen und leichte vegetative Beschwerden können jedoch bis zu sechs Monate lang bestehen bleiben und dazu führen, dass der Alkoholkranke im Sinne einer Eigentherapie rückfällig wird, also wieder Alkohol trinkt, um sich von diesen Symptomen zu befreien. Das Delir tritt typischerweise drei Tage nach ersten Symptomen eines Alkoholentzugs auf.
Nicht selten sind Deliria, die im Rahmen anderer Alkoholfolgekrankheiten wie Pankreatitis, obere gastrointestinale Blutung bei Leberzirrhose oder Lungenentzündung (Pneumonie) auftreten. Wird der Patient wegen dieser Krankheiten ins Krankenhaus eingewiesen und bekommt dort keinen Alkohol mehr, kann zur Einweisungskrankheit das Delir als erschwerender Faktor hinzukommen. Das gilt auch für Bewusstseinsstörungen nach Unfällen, insbesondere nach Schädel-Hirn-Verletzungen.

## Symptome (Krankheitszeichen)
Die klinische Symptomatik setzt sich zusammen aus:
Psychiatrischen SymptomenAngst, örtliche, zeitliche und situative Orientierungsstörungen, Aufmerksamkeitsstörungen, illusionäre Verkennungen, Halluzinationen (meist optische), teils ausgeprägte Beeinflussbarkeit (Suggestibilität) meist mit Beziehung zu Alkohol
Beispiel: Der Betroffene sieht Tiere (meist Insekten, Spinnen oder Schlangen; auch rosa Elefanten, blaue Hunde oder weiße Mäuse) oder andere Dinge, welche nicht real sind.
Neurologischen SymptomenVerwirrtheit mit wechselndem Bewusstseinsgrad bis hin zum Koma; Unruhe, feinschlägiges bis sehr grobschlägiges Zittern (genannt Tremor); Krämpfe; Krampfanfall.
Vegetativen SymptomenProfuses Schwitzen, Erhöhung von Puls, Blutdruck, Körpertemperatur und Atemfrequenz. Besonders bei unbehandelten Verläufen kann es zu letal endenden vegetativen Entgleisungen kommen. Sofern eine rechtzeitige Einleitung der Therapie erfolgt, sinkt die Rate der tödlichen Verläufe deutlich ab.

## Einteilung in Schweregrade
- Unvollständiges Delirium (sogenanntes Prädelirium) mit abendlichen, leichten Halluzinationen oder leichten vegetativen Symptomen mit Schlafstörungen;
- vollständiges Delirium (das eigentliche Delirium tremens) mit Halluzinationen und Orientierungs- und Bewusstseinsstörung und vegetativer Entgleisung.
- lebensbedrohliches Delirium als schwerste Verlaufsform des vollständigen Deliriums. Etwa 7 % aller Alkoholdelire laufen lebensbedrohlich ab.

## Diagnose
Diese wird „klinisch“ gestellt, das heißt durch Beobachtung, körperliche Untersuchung und vor allem durch Eigen- und Fremdanamnese (Achtung: Dissimulation, auch falsche Angaben durch Angehörige infolge von Schamgefühlen). Man kann die Diagnose auch ex juvantibus stellen. Dabei verabreicht man Alkohol oral oder über die Vene. Insbesondere bei der Gabe über die Vene verschwinden die Symptome innerhalb von Minuten.

## Differentialdiagnose
- Intoxikationen (z. B. bei Kokain-, Stimulanzien-, Cannabis-, Lösungsmittel- oder Halluzinogenmissbrauch)
- Pharmakogene (L-Dopa) und toxische Psychosen oder anticholinerges und serotonerges Syndrom
- Primär psychiatrische Erkrankungen (z. B. schizophrene Psychose, Manie und somatoforme oder psychogen-dissoziative Syndrome)
- Wernicke-Enzephalopathie
- Hirnblutungen oder Schädel-Hirn-Trauma
- Posthypoxische oder posthypoglykämische Enzephalopathien
- Metabolische und endokrine Enzephalopathien
- Nicht-konvulsiver Status epilepticus
- Septische Enzephalopathie
- Entzündungen des Zentralnervensystems wie eine Enzephalitis
- Transiente globale Amnesie

## Behandlung
- Ein drohendes bzw. bereits ausgebildetes Delirium erfordert eine sofortige notfallmäßige stationäre Aufnahme.
- Beim Vollbild der Krankheit ist eine Behandlung auf einer Intensivstation ratsam.
- Die wichtigste Sofortmaßnahme ist die Überwachung der Vitalparameter. Zudem sollten engmaschige Laborkontrollen stattfinden:
  - Blutzucker wegen Hypoglykämiegefahr
  - Creatin-Kinase wegen der Gefahr der Rhabdomyolyse
- Da die Patienten oft aggressiv, unruhig und teilweise psychotisch sind, ist eine Behandlung mit Beruhigungsmitteln erforderlich. Eingesetzt werden Benzodiazepine oder Clomethiazol als Basistherapeutika. Hierzu werden häufig symptomorientiert weitere Substanzen  gegeben, wie z. B. Haloperidol bei Halluzinationen oder Clonidin bei vegetativen Störungen.
- Zur Verhinderung von Entzugskrämpfen kann Carbamazepin zusätzlich gegeben werden.
- Ein Alkoholprädelirium lässt sich auch schnell durch die intravenöse Gabe von Alkohol unterbrechen. Dies ist dann sinnvoll, wenn eine zweite Erkrankung behandelt werden muss, deren Verlauf durch ein zusätzliches Delirium verschlechtert wird. Allerdings sind die notwendigen Dosen zuvor nicht sicher abschätzbar. Auch ist das Zusammenspiel von (sedierenden) Medikamenten und Alkohol potentiell gefährlich, insbesondere wegen der Atemdepression, so dass in der Regel von der Gabe von Alkohol abgeraten werden muss. Ein bereits vollständig ausgeprägtes Delirium tremens lässt sich meist nicht mehr durch die Gabe von Alkohol durchbrechen.
- Zusatzbehandlung:
  - Überwachung von Flüssigkeits-, Mineral- und Energiehaushalt.
  - Schutz vor Verletzungen
  - Schutz vor Auskühlung
  - Erkennung und Behandlung von Begleiterkrankungen wie Pneumonie, Pankreatitis, Leberzirrhose